# Betkaspar

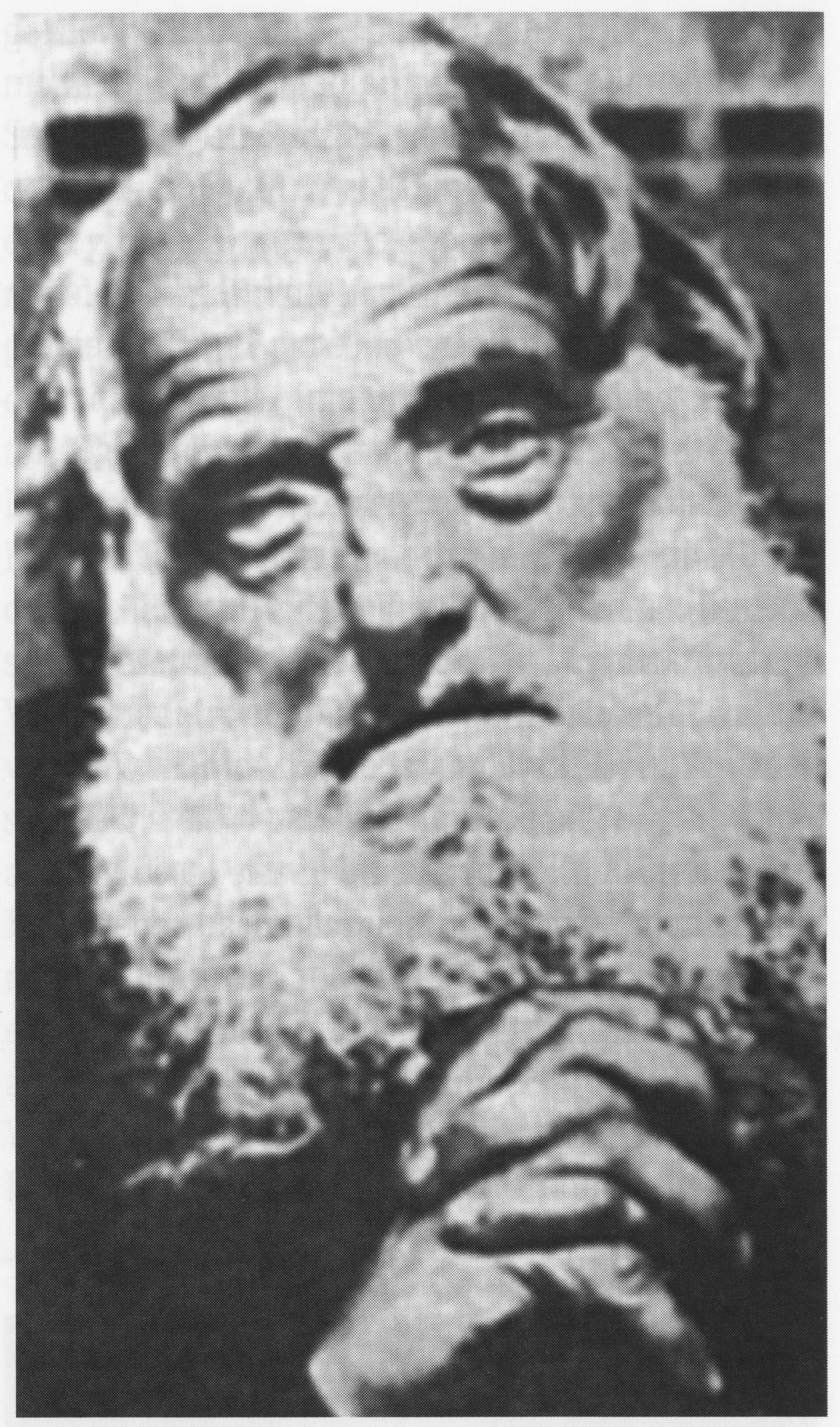
Kaspar Schwarze

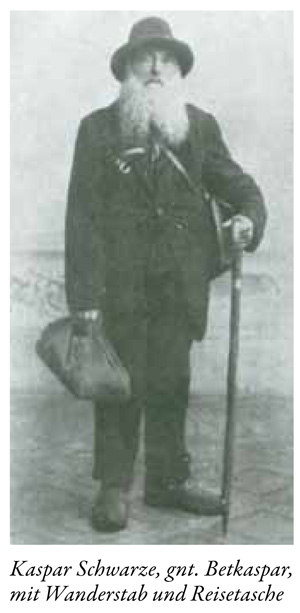
Kaspar Schwarze, Foto vor 1911

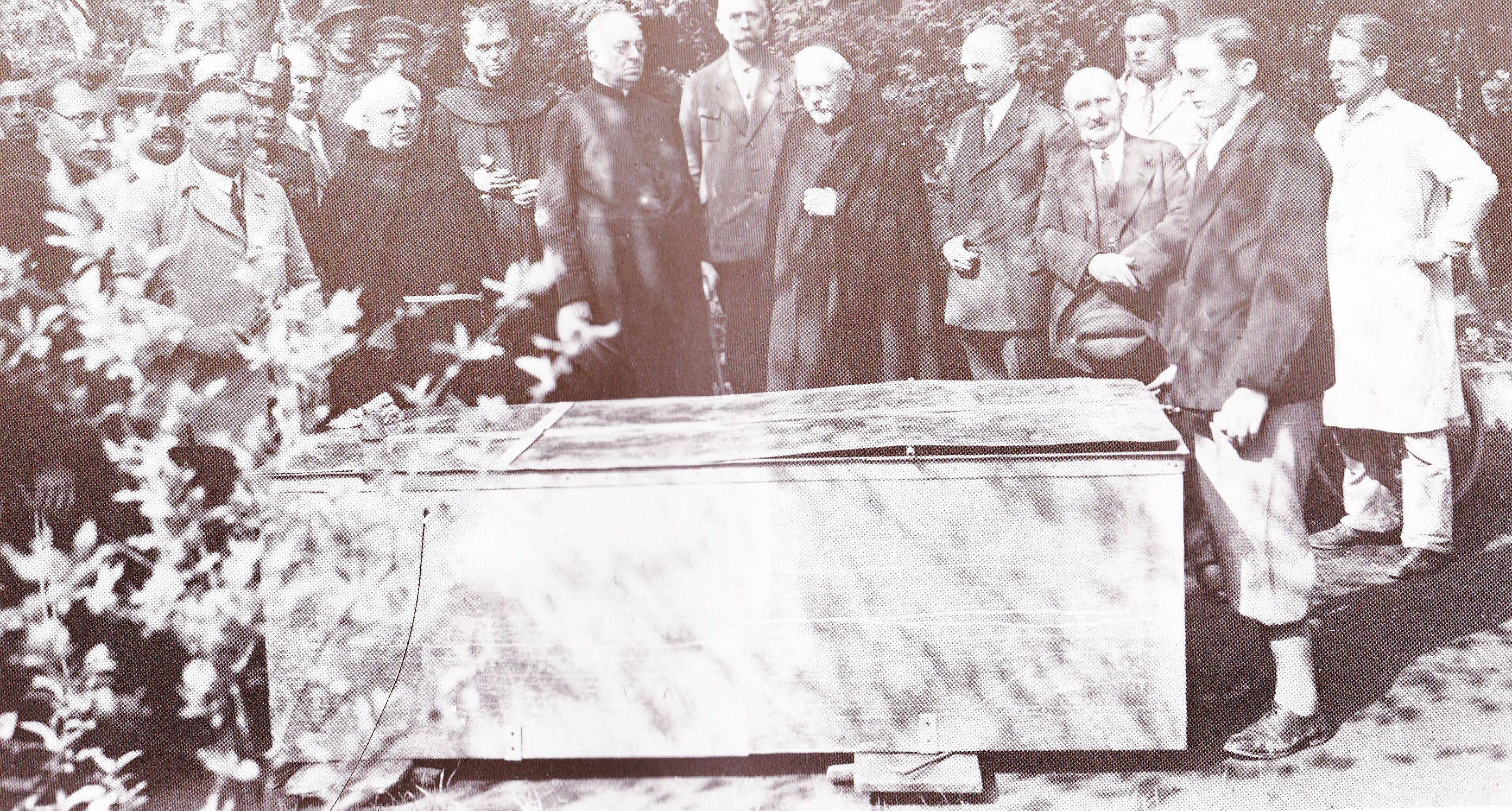
Umbettung in ein Ehrengrab auf dem Werler Parkfriedhof

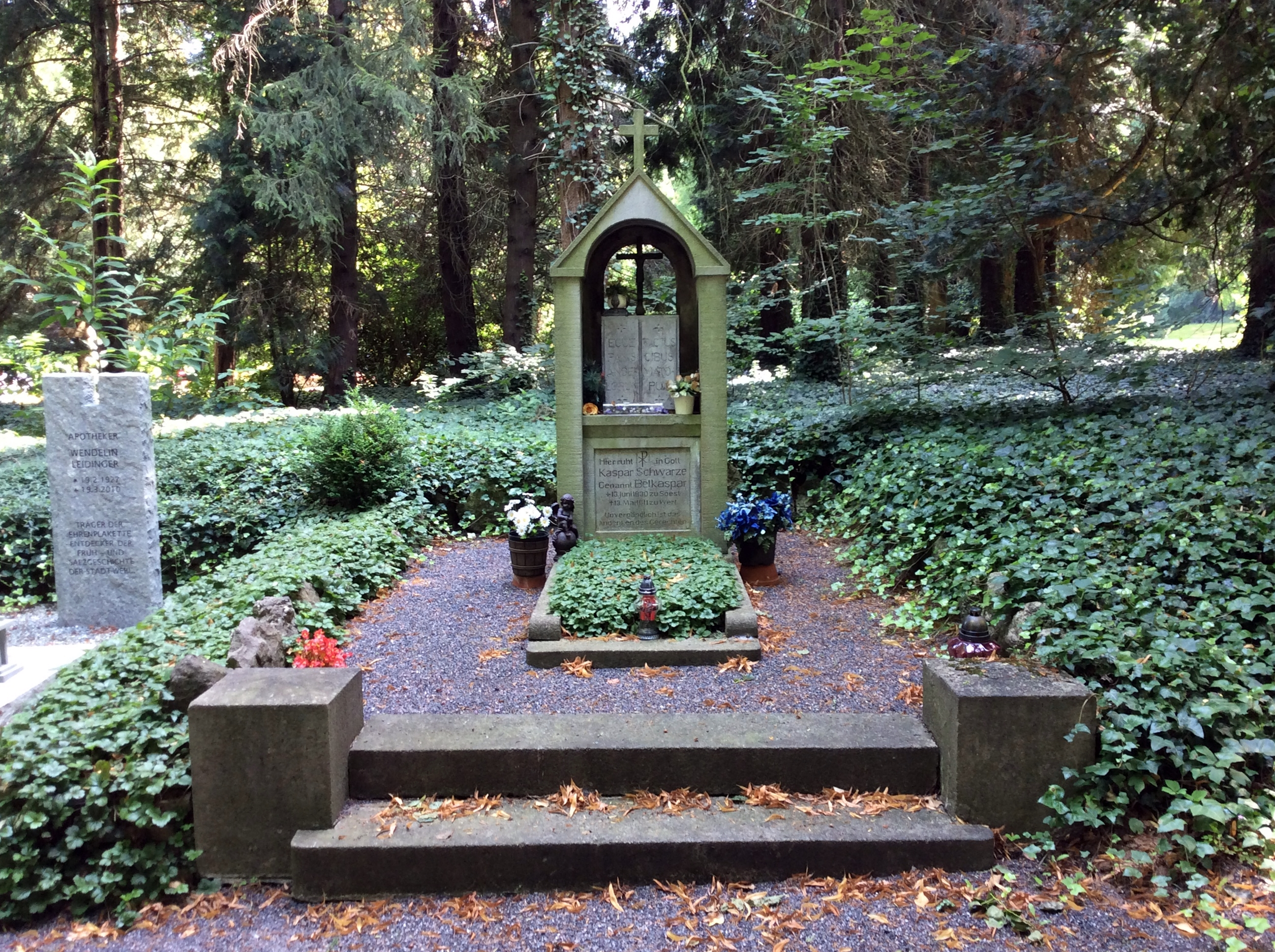
Das Ehrengrab des Betkaspar, Zustand August 2015

Kaspar („Betkaspar“) Schwarze (* 13. Juni 1830 in Soest; † 13. Mai 1911 in Werl) war ein deutscher Landstreicher und Original. Er wurde durch den regelmäßigen Besuch der Gottesdienstform ewiger Anbetung in den Kirchen seiner Umgebung bekannt. Sein Seligsprechungsprozess scheiterte  wegen der Umstände in den Zeiten des Nationalsozialismus.

## Leben
Kaspar Schwarze war der Sohn konfessionsverschiedener Eheleute. Er wurde Schneider und später Pferdeknecht und Gelegenheitsarbeiter. Er war nicht verheiratet und behielt ein Zimmer im Elternhaus. Bei militärischen Musterungen in den Jahren 1851 und 1853 wurde er wegen zu geringer Körpergröße vom Militärdienst freigestellt. Nach Abbruch des Elternhauses zog er nach Holtum, wo er bei der Tertiarin Katharina Rieke, er nannte sie Annkatrin unterkam. Dort lebte er zurückgezogen und mied den Kontakt zur Bevölkerung. Das Volk gab ihm den Beinamen Biämännken (Betmännchen). Nach der Einführung der Ewigen Anbetung im Erzbistum Paderborn durch Bischof Konrad Martin um 1870 begann Kaspar Schwarze von Kirche zu Kirche zu wandern und an der Ewigen Anbetung teilzunehmen. Fast 40 Jahre lang besuchte er jährlich etwa 150 Kirchen und war somit ständig das ganze Jahr hindurch unterwegs. Verpflegt wurde er bei gastfreundlichen Menschen und beim Pfarrer oder dessen Küster. Er war im ganzen Erzbistum Paderborn bekannt. Im Jahr 1911 starb er im Mariannenhospital in Werl und wurde auf dem dortigen Parkfriedhof beigesetzt.

## Namensgebung
- „Den Namen Betkaspar erhielt er von gläubigen Mitmenschen, denn überall und zu jeder Zeit, die er für angebracht hielt, war Kaspar Schwarze in einem Gebet. So kniete er einfach nieder, egal wo er gerade war und versank in eine ehrfürchtige Selbstvergessenheit. Seine unvergleichbare Demut begann 1857 nach der Einführung der Gottesdienstform der ewigen Anbetung in der Paderborner Diözese durch den Bekennerbischof Konrad Martin. Bischof Martin gab eine Ordnung heraus, die den geistlichen Impuls der Anbetung im Bistum von Tag zu Tag, von Dekanat zu Dekanat und von Kirche zu Kirche trug.“[5]

- „„Biärremänneken is all dao“ – So riefen die Kinder vor mehr als 100 Jahren an fast jedem Anbetungstag in den ehemaligen Dekanaten Soest, Werl und Hamm sowie bis weit hinein ins Erzbistum Paderborn, wenn Kaspar Schwarze aus Soest, später wohnhaft in Holtum, kam. Bei seinen fast täglichen Besuchen der Anbetungstage der verschiedenen Pfarreien war er zugegen, um die Gemeinden mit seinen lang anhaltenden Betzeiten zu beehren und sich dafür anschließend verköstigen zu lassen.“[6]

## Nachwirkung
Um 1920 begann die Verehrung des „Betkaspars“ – dieser Name wurde ihm von den Gläubigen des Bistums gegeben. Am 5. Mai 1933 wurde der Sarg mit seinem Leichnam, der ursprünglich auf dem alten Teil des Werler Friedhofes beigesetzt war, exhumiert und in ein „Ehrengrab“ umgebettet. Es wurden Gruppenwallfahrten organisiert, und an Allerheiligen wurden mehrere hundert Grabbesucher gezählt. Der Versuch, einen Seligsprechungsprozess einzuleiten, scheiterte jedoch. Seitdem nahm die Verehrung allmählich ab.
Heute ist der Betkaspar nahezu vergessen, aber sein Grab wird weiterhin durch die Stadt Werl gepflegt und es finden sich immer wieder Kerzen auf dem Grab, obwohl er hier keine Verwandten hatte.